# Пирсон, Джулия
Джулия Пирсон (англ. Julia Pierson, р. 1960) — американский государственный деятель, директор Секретной службы США в 2013-2014 годах.

## Биография
Родилась в Орландо, штат Флорида. Во время учёбы в средней школе Джулия работала в Диснейуорлде в качестве работника парковок машин и гидроциклов, участвовала в костюмированных шествиях. В одном из первых интервью после назначения на должность директора Секретной службы Д.Пирсон отметила:

«Я думаю, что опыт работы с большими толпами в парке оказал хорошее влияние на мою способность выполнять аналогичную работу в Секретной службе».— FOR HIRE: Secret Service Agent
Прошла подготовку по программе бойскаутов США Exploring в отряде под эгидой департамента полиции Орландо. В 1981 году окончила Университет Центральной Флориды со степенью бакалавра в области уголовного правосудия.
После окончания университета Д.Пирсон служила три года в департаменте полиции города Орландо, вела патрулирование северо-восточной части города. В 1984 принята в Секретную службу США в качестве специального агента, после чего служила в управлении Секретной службы по Майами с 1984 по 1985, и в управлении Секретной службы по Орландо с 1985 по 1988 годы. Пирсон занимала должности специального агента Управления операций охраны Секретной службы в 2000—2001, заместителя помощника директора Административного управления Секретной службы с 2001 по 2005, заместителя помощника директора Управления операций охраны в 2005—2006 годах. В 2006 −2008 Пирсон служила заместителем директора Управления персонала и подготовки кадров для Секретной службы, а с 2008 до момента назначения на должность директора — начальником штаба Секретной службы.
27 марта 2013 президент Б. Обама назначил Д. Пирсон директором Секретной службы США. За всю 150-летнюю историю Секретной службы она стала первой женщиной, занявшей этот пост.
1 октября 2014 года Пирсон ушла в отставку после инцидента, когда мужчина, вооруженный ножом, сумел проникнуть в Белый дом.